# Paradise (2016)
Paradise (Russisch: Рай, Rai) is een Russisch-Duitse film uit 2016, geregisseerd door Andrej Kontsjalovski. De film ging op 8 september in première in de competitie van het filmfestival van Venetië waar hij de Zilveren Leeuw voor beste regie won.

## Verhaal
Op het einde van de Tweede Wereldoorlog kruisen de paden van drie verschillende mensen elkaar, Olga, een Russische aristocratische emigrante en lid van de Franse Résistance, Jules, een Franse collaborateur en Helmut, een hooggeplaatst Duits SS-officier. Olga wordt gearresteerd omdat ze Joodse kinderen verborgen hield. Jules doet het onderzoek en beloofd om haar zacht te behandelen als ze met hem naar bed gaat. Maar voordat hij zijn belofte kan waarmaken, wordt hij door het verzet gedood. Olga belandt in een concentratiekamp waar ze een relatie begint met Helmut die verliefd op haar is. Wanneer het duidelijk wordt dat Duitsland de oorlog zal verliezen, besluit Helmut om Olga te redden en met haar te vluchten naar Zuid-Amerika.

## Rolverdeling
| Acteur              | Personage        |
| ------------------- | ---------------- |
| Joelia Vysotskaja   | Olga             |
| Christian Clauss    | Helmut           |
| Philippe Duquesne   | Jules            |
| Peter Kurth         | Krauze           |
| Jakob Diehl         | Vogel            |
| Viktor Soechoroekov | Heinrich Himmler |
| Vera Voronkova      | Rosa             |

## Productie
De film werd geselecteerd als Russische inzending voor de beste niet-Engelstalige film voor de 89ste Oscaruitreiking.